# Kurepalu
Kurepalu is een plaats in de Estlandse gemeente Kastre, provincie Tartumaa. De plaats heeft de status van dorp (Estisch: küla) en telt 214 inwoners (2021).
Het dorp was tot in oktober 2017 het bestuurscentrum van de gemeente Haaslava. In die maand werd Haaslava bij de nieuwe fusiegemeente Kastre gevoegd. Kurepalu is nu het bestuurscentrum van Kastre.
De plaats ligt aan de rivier Mõra. Bij Kurepalu ligt een stuwdam in de rivier. Het stuwmeer, Kurepalu järv, heeft een oppervlakte van 13,7 ha.

## Geschiedenis
Kurepalu ontstond in de 19e eeuw als een nederzetting van keuterboeren. In het begin van de 20e eeuw trok de bosrijke omgeving rijke mensen aan, die hier een datsja lieten bouwen.
Na 1945 werden delen van de buurdorpen Haaslava, Kriimani en Päkste bij het dorp Kurepalu gevoegd.